# آلبرت گورتز
آلبرت گورتز (انگلیسی: Albert Görtz؛ زادهٔ ۱۸ نوامبر ۱۹۳۳) بازیکن فوتبال اهل آلمان است.
وی همچنین در تیم ملی فوتبال زیر ۲۳ سال آلمان بازی کرده‌است.